# Bran (Charente-Maritime)
Bran ist eine südwestfranzösische Gemeinde mit 140 Einwohnern (Stand: 1. Januar 2022) im Département Charente-Maritime in der Region Nouvelle-Aquitaine (vor 2016 Poitou-Charentes). Sie gehört zum Arrondissement Jonzac und zum Kanton Les Trois Monts. Die Einwohner werden Brannais genannt.

## Lage
Bran liegt im Süden der Saintonge etwa 65 Kilometer nordnordöstlich von Bordeaux. Umgeben wird Bran von den Nachbargemeinden Baignes-Sainte-Radegonde im Norden und Osten, Chantillac im Südosten und Süden sowie Vanzac im Westen.

## Bevölkerungsentwicklung
| Jahr                       | 1962 | 1968 | 1975 | 1982 | 1990 | 1999 | 2006 | 2019 |
| Einwohner                  | 205  | 196  | 157  | 135  | 132  | 129  | 122  | 137  |
| Quellen: Cassini und INSEE |      |      |      |      |      |      |      |      |

## Sehenswürdigkeiten
- Kirche Saint-André aus dem 14./15. Jahrhundert

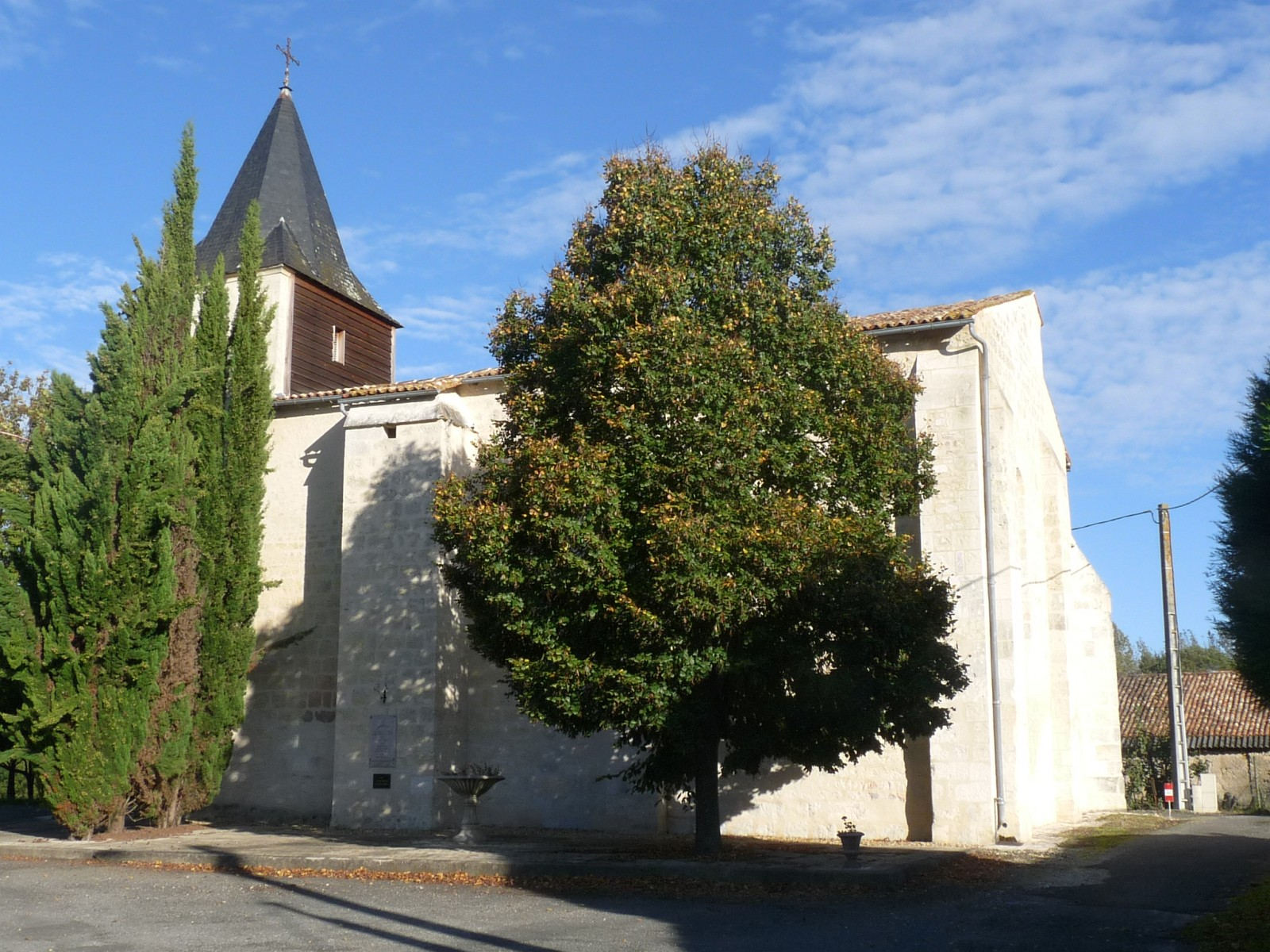
Kirche Saint-André